# 格雷厄姆鎮區 (堪薩斯州葛蘭姆縣)
格雷厄姆鎮區（英語：Graham Township）為位在美國堪薩斯州葛蘭姆縣的鎮區。2010年美国人口普查中該鎮區人口有54人。

## 地理
格雷厄姆鎮區涵蓋面積186.04平方（71.83平方英里）。根據美國地質調查局的資料，此鎮區包含1座墓園：羅斯科墓園（Roscoe）。

## 外部連結
- USGS Geographic Names Information System (GNIS) （页面存档备份，存于）
- US-Counties.com
- City-Data.com （页面存档备份，存于）